# Colobus vellerosus
Colobus vellerosus là một loài động vật có vú trong họ Cercopithecidae, bộ Linh trưởng. Loài này được I. Geoffroy mô tả năm 1834.

## Hình ảnh

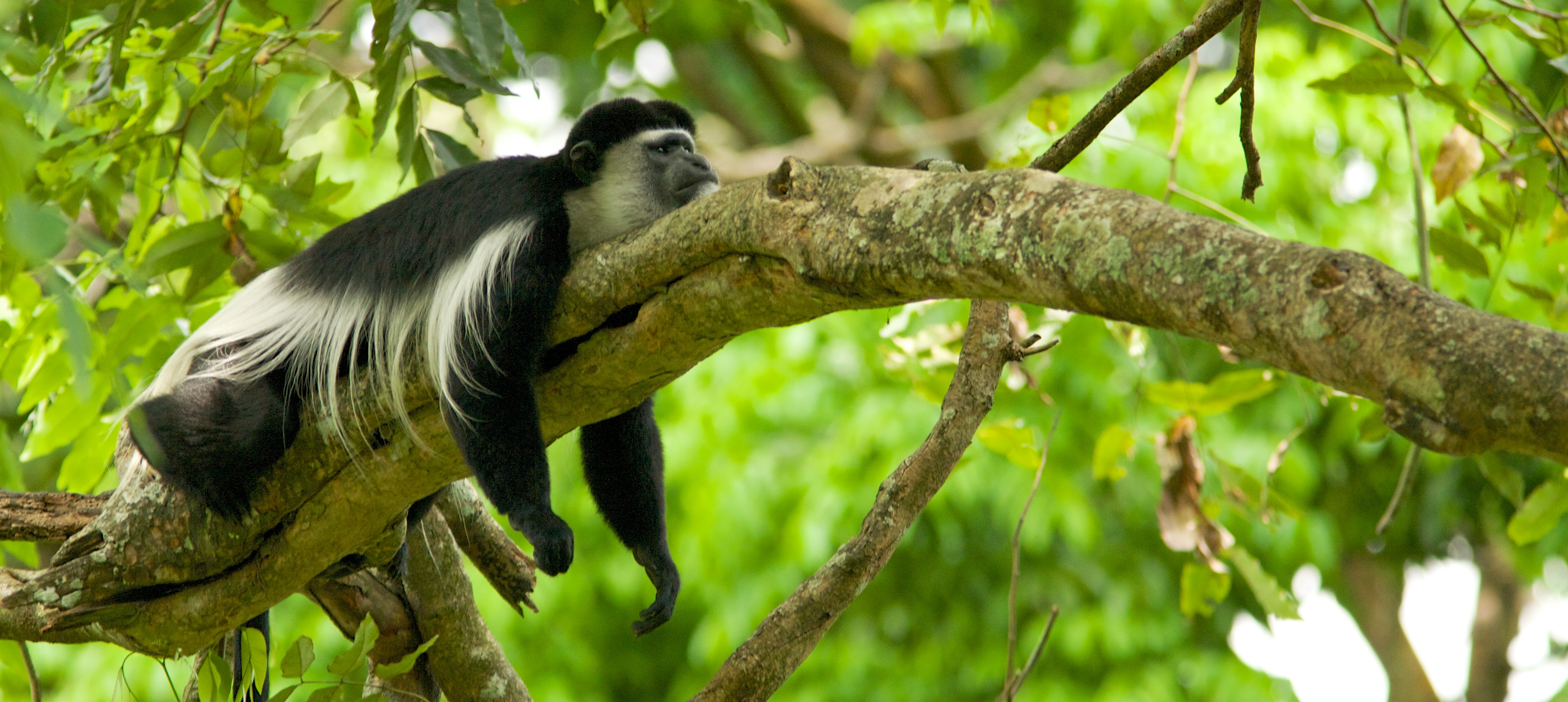
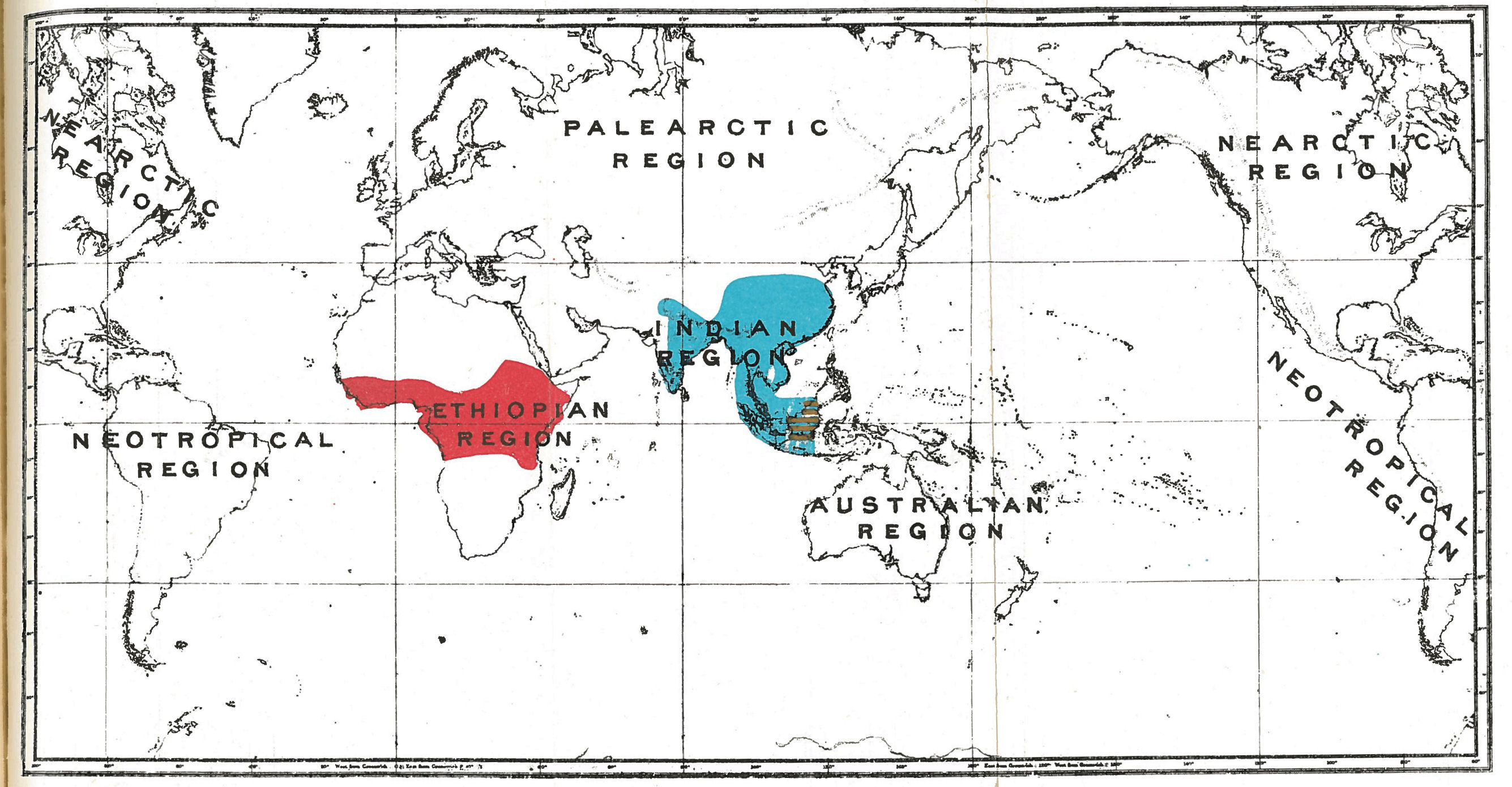